# Degenesis
Degenesis ist ein Endzeit-Pen-&-Paper-Rollenspiel von Christian Günther und Marko Djurdjevic, das seit seiner Neuauflage im Oktober 2014 (der Rebirth Edition) von Sixmorevodka verlegt wird. Ursprünglich wurde Degenesis (unterstützt vom Projekt Odyssee) als Fanprojekt und Freies Rollenspiel unter dem Namen Endzeit entwickelt und später vom Sighpress-Verlag verlegt.

## Hintergrund
Die Designer bezeichnen das Genre von Degenesis als „Primal Punk“. Primal Punk soll dabei eine Hintergrundwelt umschreiben, in der die Menschheit an ihrem Ende steht und einen endzeitlichen Überlebenskampf bestreitet. Durch den Einschlag von Asteroiden und einer Vielzahl von bewaffneten Konflikten wurde die Welt nahezu zerstört. Mit den Asteroiden kam eine außerirdische Materie namens Primer auf die Erde, die verschiedenste Mutationen hervorruft, etwa vom Menschen zur neuen Spezies Homo Degenesis. Es gibt 13 verschiedene Kulte, die einander bekriegen, zusammenarbeiten oder neutral zueinander stehen. Die Spielercharaktere werden wesentlich durch die Wahl eines Kultes geprägt.

## Regeln
Regeltechnisch basiert das System auf mehreren Attributen (Verstand, Beweglichkeit, Körper, Ausstrahlung, Psyche). Ferner gibt es Fertigkeiten, diese besitzen mindestens den Wert des zugehörigen Attributes, und es addiert sich die Stufe der Fertigkeit. Mit zwei 10-seitigen Würfeln muss der Wert bei einer Probe unterwürfelt werden. Erwähnenswert ist, dass der Spielleiter Erschwernisse nicht durch Abzüge des Gesamtwertes festlegt, sondern eine Schwierigkeitsstufe angibt, welche gleichzeitig überwürfelt werden muss. Dies macht die Proben intuitiver und schneller. Wichtig ist, dass sich Spieler auf einige wenige Fertigkeiten spezialisieren, da die Proben ansonsten selten gelingen. Generell soll so wenig wie möglich gewürfelt werden. Erfahrungspunkte werden separat in allen Attributen gesammelt. Es gibt ferner freie Erfahrungspunkte, die beliebig verteilt werden können. Die Charaktererstellung verläuft freier als in anderen Systemen, so definiert sich eine Spielfigur durch Kultur, Konzept und Kult, was viele Kombinationsmöglichkeiten ermöglicht.

## Publikationen
| Titel                       | Veröffentlichung         | Typ                                  | Inhalt |
| --------------------------- | ------------------------ | ------------------------------------ | --- |
| Degenesis                   | Winter 2005 (2. Auflage) | Grundregelwerk                       | Das Grundregelwerk mit 384 Seiten liefert Beschreibungen der verschiedenen Kulturen und Kulte sowie vielfältige Hintergrundinformationen zur Spielwelt, deren Geschichte und deren Bewohner. Daneben sind natürlich auch die Spielregeln enthalten. |
| Eisbarriere                 | Herbst 2005              | Spielleiterschirm                    | Der Spielleiterschirm enthält auf der Rückseite alle wichtigen Tabellen für den Spielleiter übersichtlich angeordnet. Sowie eine DIN A1 Farbkarte des Bereichs Europa und nördliches Afrika. |
| Justitian                   | Herbst 2005              | Quellenband                          | Dieser 204-seitige Hintergrundband behandelt die borcische Metropole Justitian sowie das von ihr etablierte Protektorat. Enthalten sind eine detaillierte Stadtbeschreibung sowie über 100 ausgearbeitete NSCs. |
| Feldberichte: Psychonauten  | Sommer 2006              | Quellenband                          | Dieser ca. 120-seitige Hintergrundband enthält ausführliche Informationen zur psychonautischen Bedrohung. |
| Kultbuch: Spitalier         | Frühling 2008            | Quellenband                          | Dem Kult der Spitalier widmet sich dieser Hintergrundband. |
| Kampagnenband: Nichtfraktal | Herbst 2008              | Kampagnenband                        | Die Chronisten entdecken Hinweise auf ein legendäres Artefakt – das Nichtfraktal – und tausende Schrotter machen sich auf die Suche. Die Spieler sind unter ihnen, sind auf der Suche nach dem einen Fund – und seinem Geheimnis. |
| Primal Punk                 | Oktober 2014             | Quellenband                          | Komplett überarbeiteter Hintergrundband (Rebirth Edition) der die Welt, Kulturen und Kulte von Degenesis beschreibt. |
| Katharsys                   | Oktober 2014             | Grundregelwerk                       | Komplett überarbeitetes Grundregelwerk (Rebirth Edition). |
| In Thy Blood                | Oktober 2015             | Kampagnenband & Quellenband          | Dieser Kampagnenband beinhaltet das Abenteuer „In Deinem Namen“, eine Regionalbeschreibung des nordöstlichen Purgares sowie eine tiefergehende Kultbeschreibung der Wiedertäufer. |
| SL-Schirm                   | Oktober 2015             | Spielleiterschirm                    | Der Spielleiterschirm enthält auf der Rückseite alle wichtigen Tabellen für den Spielleiter übersichtlich angeordnet, sowie eine DIN A1 Farbkarte der Spielwelt. |
| The Killing Game            | 2017                     | Kampagnenband & Quellenband          | Dieses Buch beschreibt die Stadt Toulon und die umliegende Region, sowie die Geschichten „Operation Mirage“ und „Tag des Phönix“. |
| Black Atlantic              | Juni 2018                | Kampagnenband & Quellenband          | Dieser Band beinhaltet das Abenteuer „Black Atlantic“ und Regionalbeschreibungen von Nordwest-Franka, der Bretagne und England. |
| Artifacts (nur englisch)    | April 2020               | Regelerweiterung und Ausrüstungsband | Bietet erweiterte Regeln für die Charaktererschaffung, Kampfmanöver und behandelt Aspekte wie medizinische Versorgung und Regeln für den Einsatz von Technologie bzw. deren Energiemanagement. Darüber hinaus gibt es eine Vielzahl an neuen Artefakten sowohl technischer Natur aber auch – durch „Verwertung“ von psychonautischen Mutationen gewonnen – biologischen Ausrüstungsgegenständen.                             |
| Justitian (nur englisch)    | Januar 2021              | Quellenband                          | Umfangreiche Quellenerweiterung bestehend aus zwei Büchern. eines dient als Quellenbuch für über 150 Charaktere der Spielwelt, sowie in den jeweiligen Beschreibungen verstreuten Hinweisen auf Hintergründe des Metaplot um die RG und der Vorgeschichte der Spielwelt. Das zweite Buch bietet eine ausführliche Beschreibung der Stadt Justitian und des Protektorates mit zusätzlichen Informationen für den Spielleiter. |

## Free to play
Im April 2020 entschied sich Sixmorevodka für einen neuen Weg und präsentierte Degenesis als Free-to-Play-System, dessen Publikationen und regelmäßig erscheinende neue Inhalte über die komplett umgebaute Homepage kostenlos als PDF heruntergeladen werden konnten. Printkopien der Bücher waren weiter über den Onlineshop erwerbbar, zusätzlich wurde ein Spendensystem eingeführt, über das Spieler die Fortsetzung des Systems finanziell unterstützen und zudem neue Publikationen „freischalten“ konnten. Das neue Konzept konnte die Verkaufszahlen jedoch nicht nennenswert steigern, so dass die Reihe trotz angekündigter und bereits in Aussicht gestellten Folgepublikationen für viele überraschend Ende Oktober 2021 eingestellt wurde.

## Auszeichnungen
Die Degenesis Rebirth Premium Edition wurde 2015 mit dem Sonderpreis der Jury des Deutschen Rollenspielpreises ausgezeichnet.